# Palazzo del Gallo di Roccagiovine
Palazzo del Gallo di Roccagiovine, tidigare Palazzo Fusconi Pighini, är ett palats i Rom, beläget mellan Piazza Farnese och Campo dei Fiori i Rione Regola. Det ritades av Baldassare Peruzzi och uppfördes mellan 1520 och 1527 för Francesco Fusconi, påvlig arkiater för Clemens VII och senare Paulus III. 

## Beskrivning
Efter att ha tillhört ätten Fusconi övergick palatset i ätten Pighinis ägo. Palatset byggdes då till och kom att omgärdas av Piazza Farnese, Campo dei Fiori samt Via dei Baullari och Via della Corda. Alessandro Pighini uppdrog åt Alessandro Specchi att renovera palatset. Pighini lät bland annat till palatset föra Meleagros, en romersk marmorkopia av Skopas bronsskulptur från 300-talet f.Kr.
Palatset hade olika ägare, innan det under 1800-talet övertogs av ätten Gallo di Roccagiovine, som är palatsets nuvarande innehavare.
Palatsets fasad mot Piazza Farnese har en imposant kolonnportal, krönt av en balkong.

## Bilder
| - Palazzo del Gallo di Roccagiovine (nummer 708). Utsnitt från Giovanni Battista Nollis karta över Rom från år 1748. |

### Webbkällor
- ”Palazzo Fusconi Pighini”. info.roma.it. https://www.info.roma.it/monumenti_dettaglio.asp?ID_schede=125. Läst 30 maj 2018.